# Virigneux
Virigneux település Franciaországban, Loire megyében. Lakosainak száma 621 fő (2022. január 1.). Virigneux Maringes, Saint-Barthélemy-Lestra, Saint-Cyr-les-Vignes, Saint-Martin-Lestra, Valeille, Haute-Rivoire és Meys községekkel határos.

## Népesség
A település népessége az elmúlt években az alábbi módon változott:
| Lakosok száma | 425  | 354  | 366  | 557  | 614  | 624  | 631  | 637  | 632  | 621  |
|               | 1968 | 1982 | 1990 | 2006 | 2013 | 2015 | 2017 | 2019 | 2020 | 2022 |